# Kapela Czerniakowska
Kapela Czerniakowska – polska grupa muzyczna założona w 1968, wykonująca utwory z obszaru folkloru miejskiego. Do 1990 grał w składzie: Stasiek Wielanek – gitara, śpiew, Krzysztof Popielarz – skrzypce, Sylwester Kozera – banjo, Andrzej Ślusarz – akordeon, śpiew. W tym okresie powstała nazwa zespołu, nagrywano płyty, grano koncerty w kraju i za granicą, w radiu i TV.

## Historia

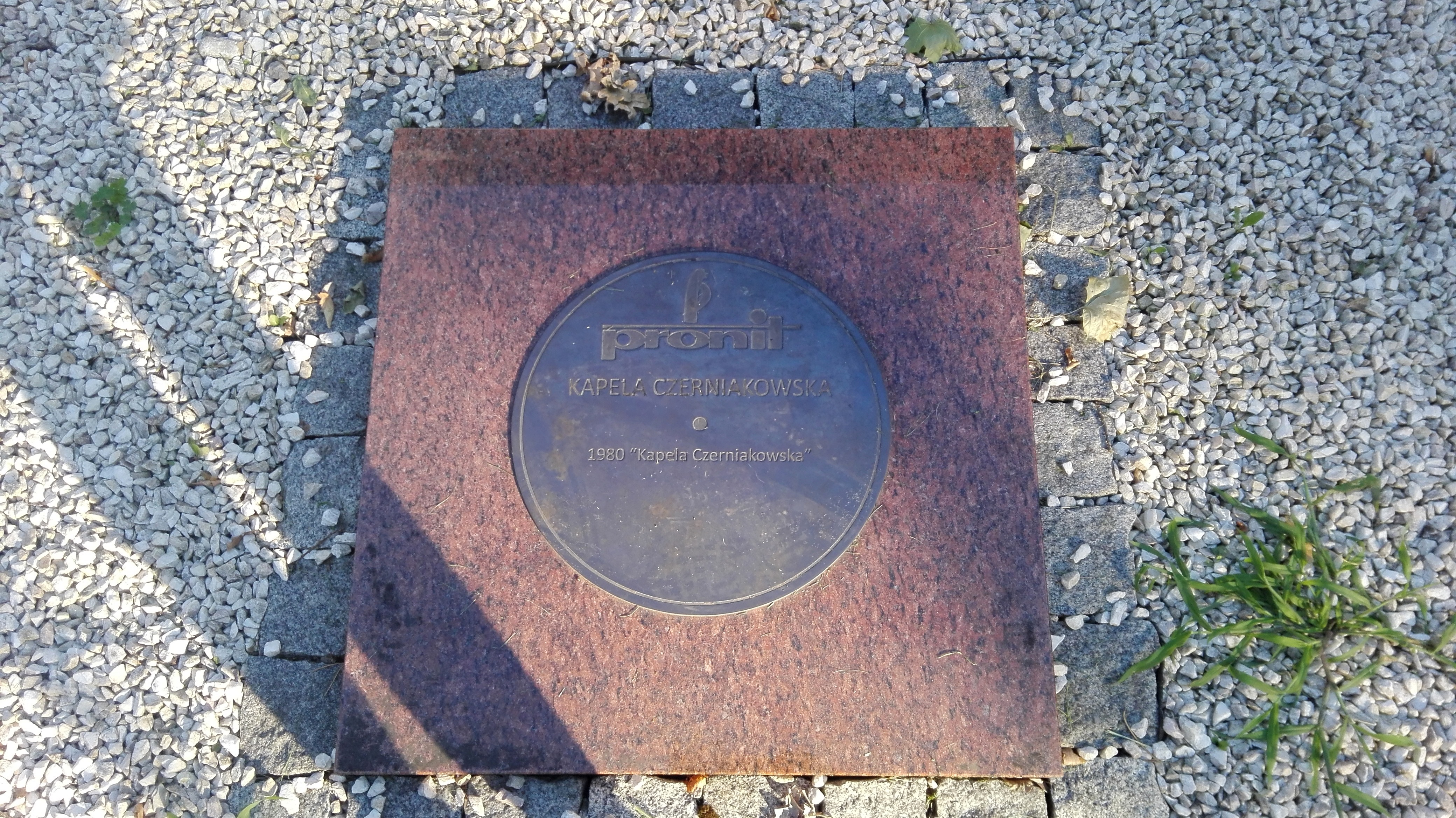
Upamiętnienie kapeli

Od 1971 zespół zrealizował około 40 nagrań archiwalnych i kilkanaście programów telewizyjnych i radiowych. W 1972 została nagrana pierwsza płyta w Polskich Nagraniach. W 1983, po tournée w USA, odszedł od kapeli Stanisław Wielanek. Na początku 2007 Kapela Czerniakowska nagrała demo. Z pierwszego składu pozostał Sylwester Kozera (banjola, wokal).

### Dorobek
Kapela Czerniakowska, w pierwszym składzie zdobyła trzy złote płyty. Grupa zagrała tysiące koncertów w Polsce i za granicą, współpracowała między innymi z Mieczysławem Foggiem. Zespół współpracował również z wykonawcami muzyki hip-hopowej i rap, m.in. nagrali piosenkę Pierwszy Sierpnia, do której tekstu nagrał Sokół – przedstawiciel warszawskiej sceny hip-hopowej. Wystąpili gościnnie w utworze Poczekalnia Dusz, który nagrany został przez raperów Sokoła i Pono.